# Tennistavolo Marcozzi
La Tennistavolo Marcozzi è una delle società di tennistavolo tra le più titolate d'Italia con sede a Cagliari. In totale vanta più di 90 medaglie d'oro ai campionati italiani tra cui 4 scudetti nel campionato maschile a squadre.
Viene fondata a Cagliari nel 1972 come emanazione agonistica dell'oratorio della parrocchia di Sant’Eusebio. Con l’ingresso in società del nucleo storico della Marcozzi - Carlo Diana, Mario Gabba e Fabiomassimo Ferrero - la società assume presto un profilo più professionale e il direttivo viene rinforzato dall’arrivo di Raffaele Curcio, con cui si sviluppa la ASD Quattro Mori, squadra gemella dedicata all'attività femminile  , oggi guidata dal presidente Mario Gabba e vincitrice nel 2023 della prestigiosa ETTU Europe Cup .
Il primo traguardo di prestigio viene raggiunto nel 1990 con la vittoria del primo scudetto. I successivi tre scudetti vengono conquistati nel 1992, 2000 e 2001. Diversi giocatori sia del vivaio che acquistati per rinforzare le squadre rappresentano la nazionale italiana di tennistavolo a olimpiadi, mondiali ed europei: Massimiliano Mondello, Massimo Costantini, Yang Min, Valter de Giorgi, Carlo Rossi, John Oyebode, Mauro Locci, Chen Yu Wei e Ding Yan.
Nel 2016 la società ottiene la stella d'argento CONI dopo aver guadagnato nel 2011 quella di bronzo. Anche ai campionati europei gli atleti del vivaio hanno portato importanti medaglie come i due bronzi ed un argento di Carlo Rossi e i due bronzi di Chen Yu Wei.. 
Dal 1996 la Marcozzi trova la sede definitiva al PalaTennistavolo comunale di Cagliari sito in Via Crespellani 11, impianto che comprende un'area di gioco di 529mq che ospita stabilmente 10 tavoli, la foresteria, infermeria, sala riunioni, uffici, spogliatoi, sala fitness e un parcheggio interno.

## Rosa 2024/2025

### Squadra A1 maschile "Marcozzi"
- Denis Ivonin
- Carlo Rossi
- Federico Vallino Costassa
- Konstantinos Angelakis
- Jeet Chandra
- Ferrero Massimo (allenatore)

### Squadra A1 femminile "Quattro Mori"
- Elizabet Abraamian
- Tania Plaian
- Hu Limei
- Arianna Barani
- Miriam Carnovale
- Stefano Curcio (allenatore)

### Squadra A2 maschile "Marcozzi"
- Mihai Rosca
- Maxim Kuznetsov
- Lorenzo Martinalli

### Squadra A2 femminile "Quattro Mori"
- Wei Jian
- Marina Conciauro
- Margherita Cerritelli
- Ferciug Rossana